# إعتاق الرقيق في جزر الأنديز الغربية البريطانية

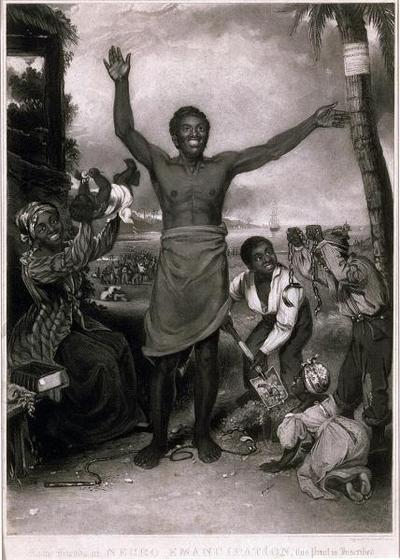

أُلغيت العبودية في جزر الأنديز الغربية البريطانية عند سن قانون إلغاء العبودية عام 1833. لم يتحول البريطانيون إلى العمالة الحرة مباشرة. طُبق نظام تلمذة إلى جانب نظام إلغاء العبودية في المناطق الكاريبية الخاضعة للسيطرة البريطانية، أجبر العبيد على مواصلة العمل لصالح أسيادهم السابقين لفترة تمتد من 4 وحتى 6 سنوات مقابل تزويدهم بالمؤن. ألغت كل التجمعات الاستعمارية نظام التلمذة عام 1838.

## الحركة المناهضة للعبودية وسياسة الإعتاق
ساهمت عوامل دينية، واقتصادية، واجتماعية في إلغاء الإمبراطورية البريطانية للعبودية في جزر الأنديز الغربية. شارك العبيد في جميع أرجاء المنطقة في الثورات، وإيقاف العمالة، والمزيد من أشكال المقاومة اليومية التي جذبت السلطات الإمبريالية، التي كانت حريصة على خلق السلام والمحافظة على الاستقرار الاقتصادي في المستعمرات، لتطبيق قانون إلغاء العبودية على نطاق واسع. زادت الثورة الهايتية، أكثر انتفاضات العبيد نجاحًا في الأمريكيتين، الحساسيات البريطانية تجاه النتائج المحتملة للتمرد. بالإضافة إلى مقاومة العبيد، دفع الفكر التنويري والدعوة الإنجيلية بعض البريطانيين إلى التشكيك في أخلاقية العبودية وتجارة الرقيق، وخلال ثلاثينيات القرن التاسع عشر، أطلق مؤيدو إبطال الاسترقاق موجة من التحريض. لعبت شخصيات دينية دورًا بارزًا في الحملة ضد العبودية الاستعمارية. وزعت جمعيات مناهضة للعبودية، مثل الجمعيات البريطانية والأجنبية المناهضة للعبودية، منشورات عن وحشية وقسوة العبودية، كما أرسلت عرائض تحمل مئات آلاف التواقيع إلى البرلمان، شكلت المنظمات النسائية مصدرًا لمعظمها. سيّس هؤلاء الرجال والنسوة العبودية بشكل جماعي، وضغطوا على البرلمان ليسقط عنها الشرعية. كما ساهمت تطورات الرأسمالية في الإعتاق البريطاني. ناقش بعض العلماء، بما فيهم المؤرخ الترينيدادي أريك وليامز، فكرة أنه مع ظهور الرأسمالية، لم تعد العبودية مربحة ما يفسر الدعم البريطاني المتزايد لإلغاء العبودية الذي بدأ في نهاية القرن الثامن عشر.
عام 1807، حقق أنصار مكافحة العبودية نجاحًا جزئيًا. مُنع استجلاب العبيد من أفريقيا إلى المستعمرات البريطانية بموجب قانون الاتجار بالرقيق الصادر عام 1807. بعد إقرار القانون، استمر أولئك المصلحون بالضغط لتحقيق انتشار أوسع له. ألغت الإمبراطورية البريطانية العبودية في مستعمراتها بشكل رسمي مع إقرار قانون إلغاء العبودية عام 1833. بدأ تطبيق القانون في شهر أغسطس من عام 1834، عندئذ اعتبر كل العبيد في الإمبراطورية البريطانية أحرارًا وفقًا للقانون البريطاني. بعد جدال طويل وحامي الوطيس في بريطانيا، وافقت الحكومة الإمبريالية على تعويض المزارعين عن التحول من العبودية إلى العمالة الحرة، وخصصت مبلغًا قدره 20 مليون حنيه استرليني لهذا الغرض. على أي حال، تحرر بعض العبيد مباشرة بموجب قانون إلغاء العبودية باستثناء الحالات الموجودة في أنتيغوا وبرمودا حيث رفضت الحكومات الاستعمارية نظام التلمذة وأعتقت الرقيق بشكل كامل عام 1834.

## التدريب

### السياسة والشروط
أنشأ البرلمان نظام عبودية إلزامية أو «تلمذة» أجبر العبيد على مواصلة العمل لصالح مالكيهم السابقين. طُبق تفعيل الانعتاق التدريجي لتسهيل التحول من العبودية إلى الحرية على العبيد والأسياد السابقين، ويعود سبب ذلك بنسبة كبيرة إلى المخاوف البريطانية من تأثيرات الإعتاق على إنتاج السكر في الغرب الهندي. وفقًا لقانون الإعتاق، تُدرب الأيدي العاملة في الحقول مدة ست سنوات، بينما يُدرب العاملون في تدبير المنازل لمدة أربع سنوات، ويُعتق الأطفال ممن تقل أعمارهم عن ست سنوات مباشرة. دُونت جميع أسماء العاملين المتدربين في سجل ليكون بمثابة توثيق للخدمات المطلوبة منهم. كان المتدربون مطالبين بالعمل لمدة لا تزيد عن 45 ساعة في الأسبوع دون تعويض، لكن كانوا يتقاضون أجرًا مقابل أي أعمال إضافية يقومون بها. اعتقد واضعو هذه السياسة أن الفرصة المقدمة لبعض العمال ستعلم العبيد المثابرة. مقابل العمل غير المدفوع، حصل العبيد السابقون على الطعام، والمسكن، واللباس، والعناية الطبية من موظِفيهم على الرغم من أن القانون لم يحدد كميات معينة. مُنع المتدربون من العمل يوم السبت. في حال كان المتدرب قادرًا على الدفع مقابل السنوات المتبقية من خدمته، كان بإمكانه شراء حريته.
عينت الحكومة البريطانية قضاة تابعين للتاج الملكي، معظمهم من إنجلترا، للإشراف على نظام العمل حديث التطبيق، وكُلف هؤلاء الموظفون بحماية مصالح العبيد المحررين. خوفًا من رد فعل العبيد السابقين على الإعتاق المشروط، أقامت الحكومات الاستعمارية مناطق للشرطة للمحافظة على النظام الاجتماعي. ضمت كل منطقة منازل تهذيبية وإصلاحيات يشغلها رئيس القضاة وخمسة من قضاة الصلح، ممن كان معظمهم من المزارعين، ويشرفون عليها. من الممكن إرسال العبيد المحررين للعمل في الإصلاحيات بسبب فشلهم في العمل في الزراعة، أو بسبب الامتناع عن واجبات أخرى يحددها قانون إلغاء العبودية. حظر قانون الإعتاق استخدام المزارعين للسوط، وأخذت الدولة على عاتقها مسؤولية تأديب العمال بشكل رسمي. على أي حال، كان بإمكان المزارعين استخدام حبس المتدربين في الإصلاحيات كوسيلة لفرض السيطرة على العبيد السابقين.
كانت ظروف الإصلاحيات قاسية، وقام المتدربون بعمل شاق وتعرضوا لعقاب جسدي دائم. كانت المطاحن من الميزات البارزة لتلك الأماكن، وكانت تتألف من «درجات خشبية تدور حول أسطوانة مجوفة يُجبر فيها السجين على القفز كلما دارت الآلة». لم يكن هدف الآلة إنتاج أي سلع مادية، لكن أصر الموظفون على أن الركض المرهق على الآلة لعدة دقائق يؤدب ويهذب السجناء. أيد المزارعون استخدام المطاحن بشكل كبير، بسبب قناعتهم بأن العبيد السابقين لن ينتجوا الكميات نفسها إن لم يتم تأديبهم جسديًا بالطريقة المناسبة. توضح الصور التي تظهر المطاحن في الإصلاحيات الجامايكية أن هذه العقوبة لم تكن مخصصة للرجال. كانت النساء، اللواتي شكلن أغلبية العاملين في الحقول في جامايكا ومستعمرات أخرى، تُرسلن إلى الإصلاحيات وتُعاقبن بالطاحونة.

## الإعتاق الكلي

### السياسة البريطانية والاستعمارية
ناقشت السلطات الاستعمارية وأعضاء في البرلمان الوضع السياسي للعبيد المحررين حديثًا وتبعيتهم بدقة. دعا الأمين الاستعماري البريطاني، اللورد غلينيلغ، إلى المساواة السياسية والاجتماعية. بهدف ضمان الاندماج الكامل في الكيان السياسي، اقترح أن يقوم الحكام الاستعماريين بتحقيقات كاملة عن القوانين والسياسات الاستعمارية لإقصاء القوانين التي تنطوي على تمييز عنصري أو من شأنها أن تعرقل الفرص الاجتماعية والاقتصادية للعبيد السابقين. استمر المزارعون المحليون في كونهم قوة كبيرة في المستعمرات بعد عام 1838، وعلى الرغم من تشريع البرلمان لقانون الإعتاق، تحكمت الجمعيات الاستعمارية بكيفية تنفيذه. كان العديد من هؤلاء المسؤولين معارضين لمنح حقوق إضافية للرجال والنساء المحررين.